# 柳毛乡 (鸡西市)
柳毛乡，是中华人民共和国黑龙江省鸡西市恒山区下辖的一个乡镇级行政单位。

## 行政区划
柳毛乡下辖以下地区：
中心村、柳毛村、新胜村、莲花村、安山村、铅矿村、裕丰村和光明村。